# Izolační regenerační sebezáchranný přístroj SK 4

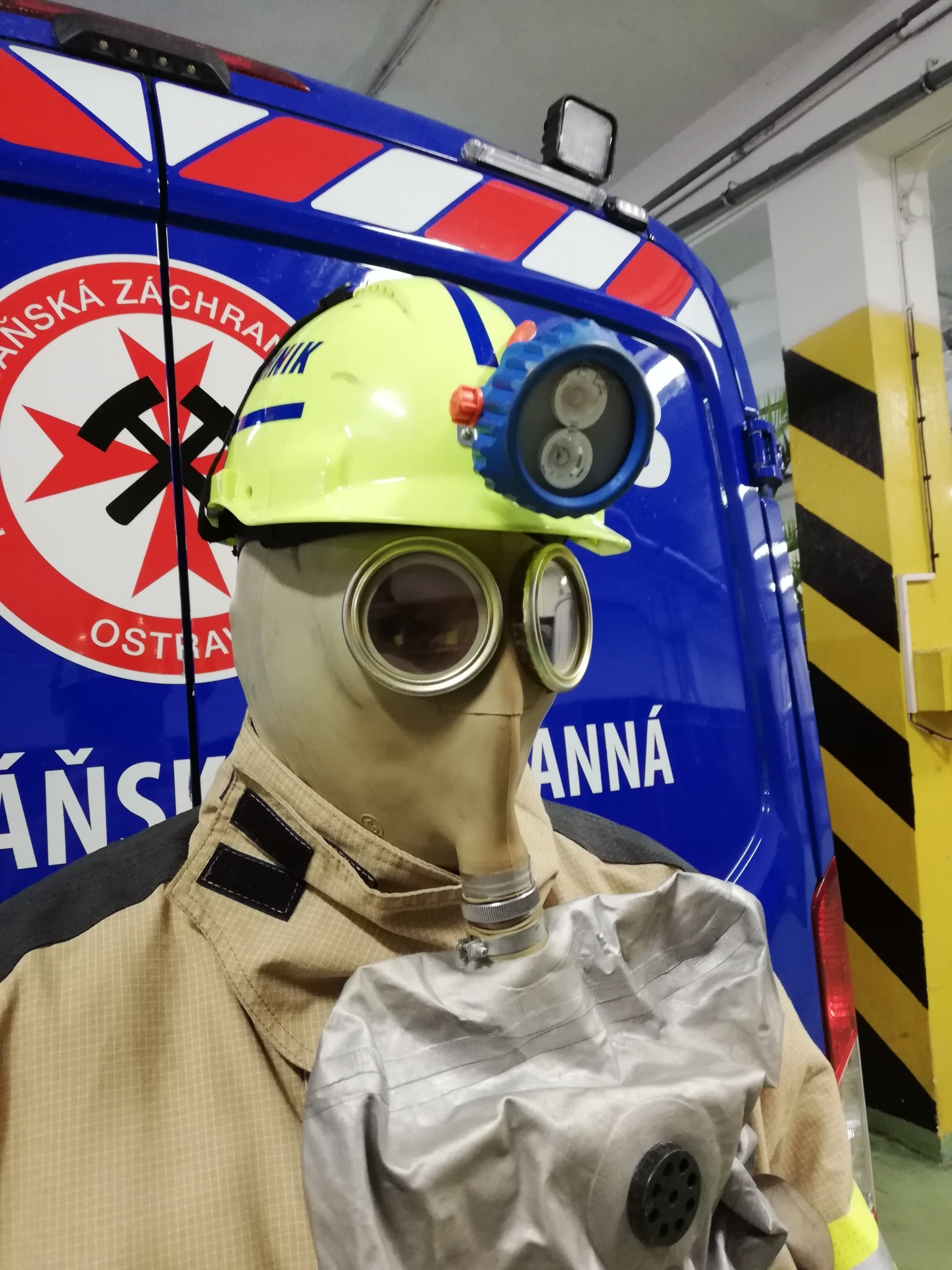
Sebezáchranný přístroj SK 4

SK 4 byl lehký a malý kyslíkový sebezáchranný dýchací přístroj sovětské výroby. Měl zásobu stlačeného kyslíku se stálým dávkováním a regeneraci vydechovaných vzdušin. Izolační sebezáchranný přístroj sloužil především k vyvádění postižených osob z nedýchatelného ovzduší. Pokud došlo u báňského záchranáře k poruše jeho pracovního dýchacího přístroje při záchranářské akci, byl tento záchranář vyveden pomocí tohoto přístroje. V některých případech zasahovali po otřesu v dole (kdy následkem důlního otřesu došlo k destrukci důlního díla a snížil se průsvit důlních chodeb) záchranáři v sebezáchranných přístrojích SK - 4.

## Historie

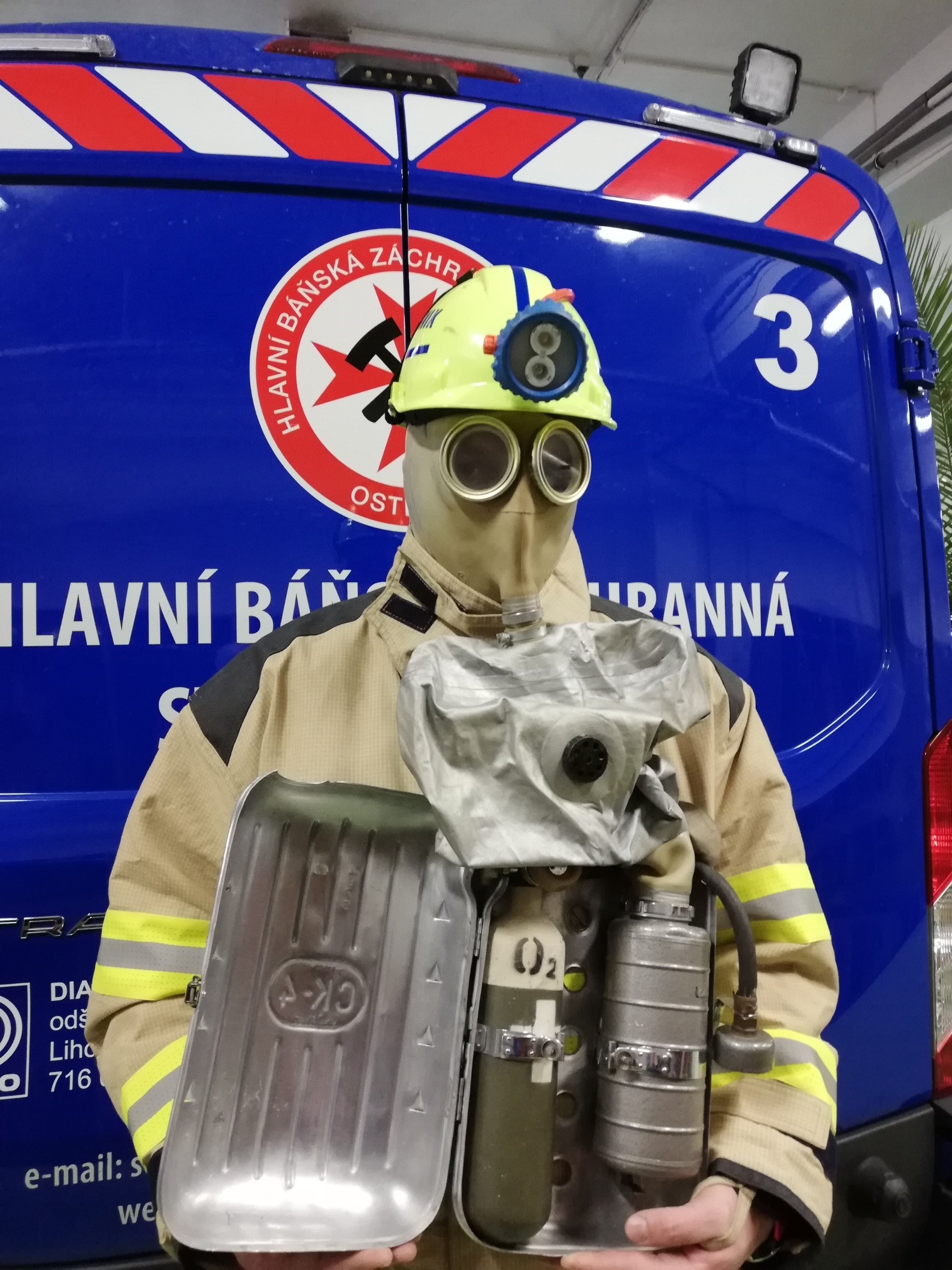
Plná zbroj - při používání přístroje bylo víko uzavřené a zajištěné pojistkou.

První zmínka o používání izolačního sebezáchranné přístroje SK-4 v OKR je uváděna kolem  roku 1963, kdy tyto přístroje byly pro okamžitou potřebu dovezeny ze SSSR. Každý důl v OKR, současně  se závody VOKD byl vybaven 10 - 50 kusů těchto přístrojů. Počet přístrojů v roce 1964 dosahoval 1020 kusů. V roce 1979 - 1984 probíhaly v prostorách Hlavní báňské záchranné  stanici  Ostrava fyziologické zkoušky nových pomocných izolačních dýchacích přístrojů a to sovětský dvouhodinový regenerační pomocný přístroj  RVL 1  vyrobený v Lugansku a polský sebezáchranný izolační regenerační přístroj s tlakovým kyslíkem AU - 9E. V roce 1987 se prováděly zkoušky přístroje SK 4 s hmotou Natrocalcid. Přístroj procházel zlepšením, které spočívalo v doplnění stále dávky membránovou plicní automatikou a nesl označení SK 4M, SK 5 a SK5 -M.

## Popis přístroje
Přístroj se skládal z tlakové láhve o obsahu 0,7 litru, která se tlakovala na tlak 20 MPa. K regeneraci vzdušin se používala pohlcovací hmota na bázi Ca(OH)2 plněná do nádobky, která byla součástí přístroje. Od redukčního ventilu bylo vyvedeno vedení k manometru. Stálá dávka dodávala kyslík z redukovaného tlaku v rozsahu od 0,8 až 1,9 litru minutově. Přístroj nebyl opatřen plicní automatikou. Ruční přídavkový ventil dodával kyslík z redukovaného tlaku a ovládal se tlačítkem umístěným proti ovládacímu kolečku stále dávky na zadní straně přístroje. Obě dávky byly vedeny společným vedením do dýchacího vaku, na kterým se nacházel tahový přetlakový ventil. Vydechované vzdušniny byly vedeny vrapovou hadicí uvnitř vaku do pohlcovače. Kryt byl kovový a skládal se ze dvou kusů. Součástí přístroje byl nastavitelný řemen, dle výše uživatele. Ústenka byla doplněna temenním pojistný upínáním.

## Kontrola přístroje SK - 4 před Akcí
Záchranář byl nucen před použitím přístroje v akci provést si osobní kontrolu sebezáchranného přístroje, která se skládala:
1. Kontroly spojů - ověřit těsnost.
2. Kontroly dýchacích ventilů - ověřit průchodnost.
3. Kontroly tlaku kyslíku - odečtem na manometru.
4. Kontroly přídavného ventilu.
5. Kontroly přetlakového ventilu.
6. Kontroly stále dávky.
7. Kontroly celkového stavu.

## Nasazení přístroje SK - 4
- Přístroj si zavěsíme na nosný popruh kolem krku.
- Následně otevřeme víko krytu přístroje, vyjmeme dýchací vak s našroubovanou ústenkou nebo maskou (tuto možnost jsme zvolili při kontrole přístroje před akcí) a víko krytu přístroje uzavřeme a zajistíme zámkem.
- Manometr, který je osazen karabinou zavěsíme na háček na nosném  popruhu. Potom si přitáhneme nosný popruh tak, aby byl přístroj ve správné výšce a dovolil nám snadno nasadit masku nebo ústenku.
- Otevřeme kyslíkovou láhev  a provedeme kontrolu tlaku v přístroji.
- Provedeme nasazení masky, nebo ústenky (ústenku musíme utáhnout upínacími pásky).
- Pomoci přídavného ventilu naplníme dýchací vak.
- Pokud by to bylo nutné, upravíme délku nosného popruhu, abychom mohli volně pohybovat hlavou a nakonec sebezáchranný přístroj upevníme opaskem, nebo spojovacím lankem z četařské brašny pevně k tělu.

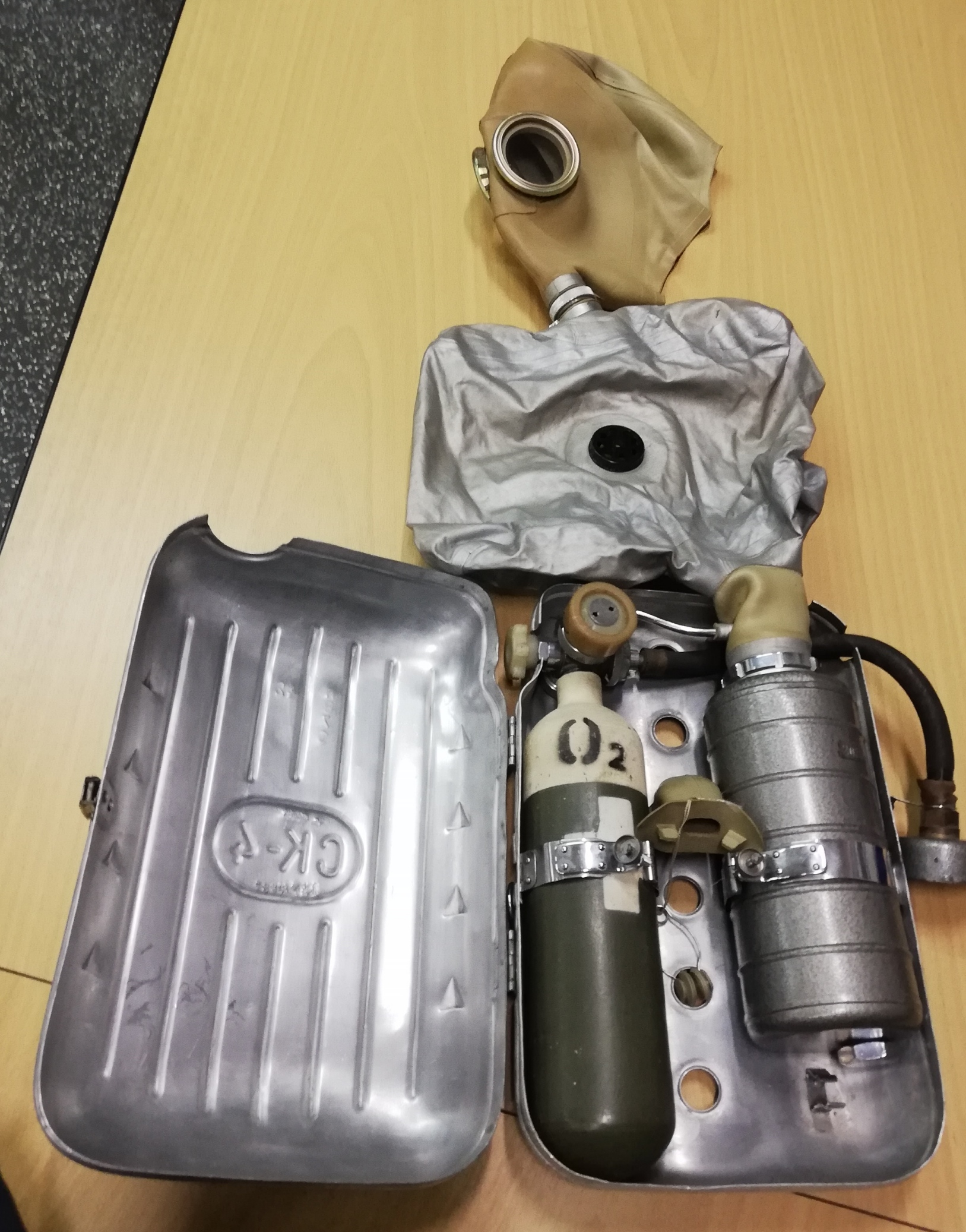
Celý přístroj SK 4
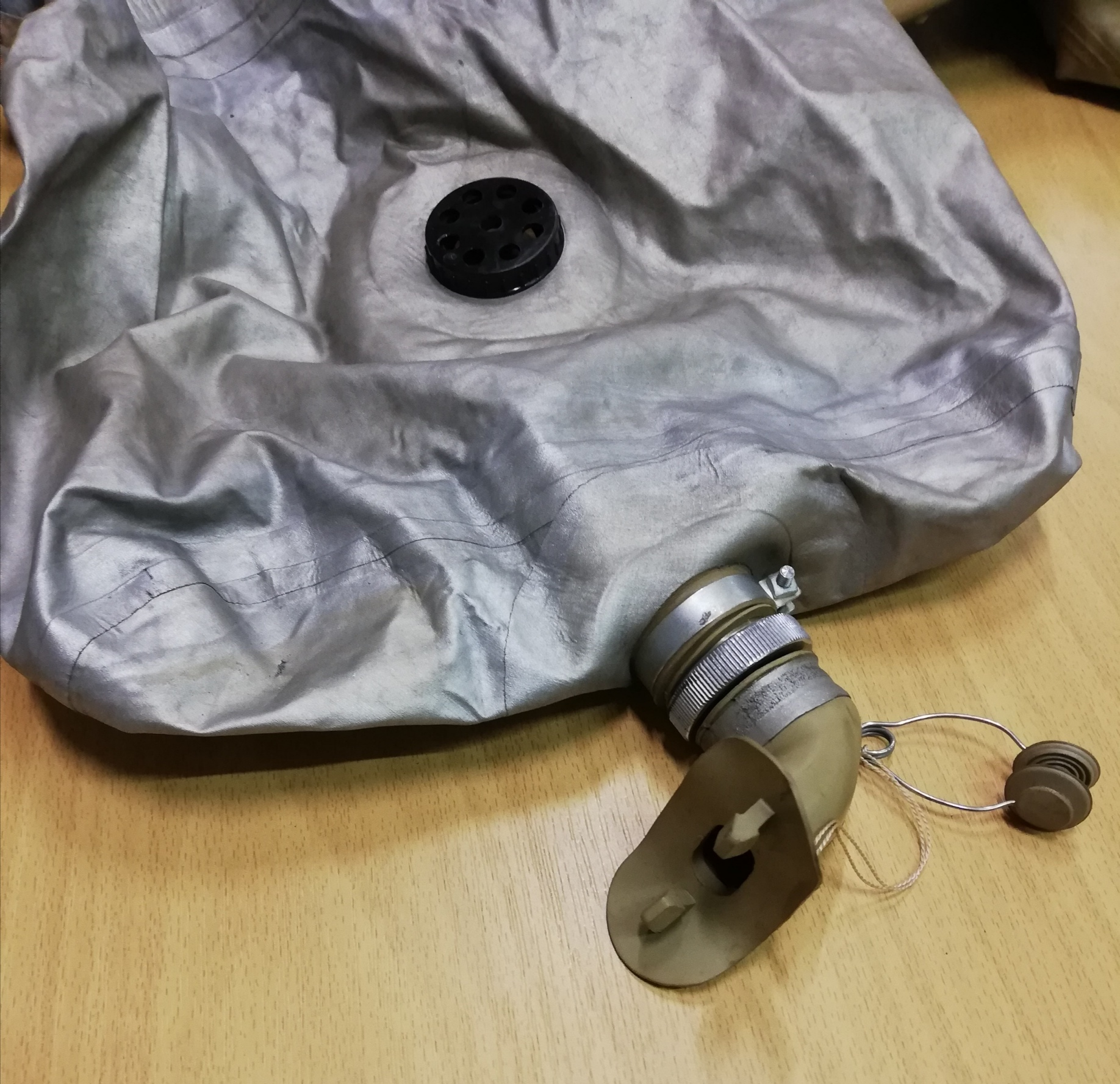
Napojení ústenky na dýchací vak
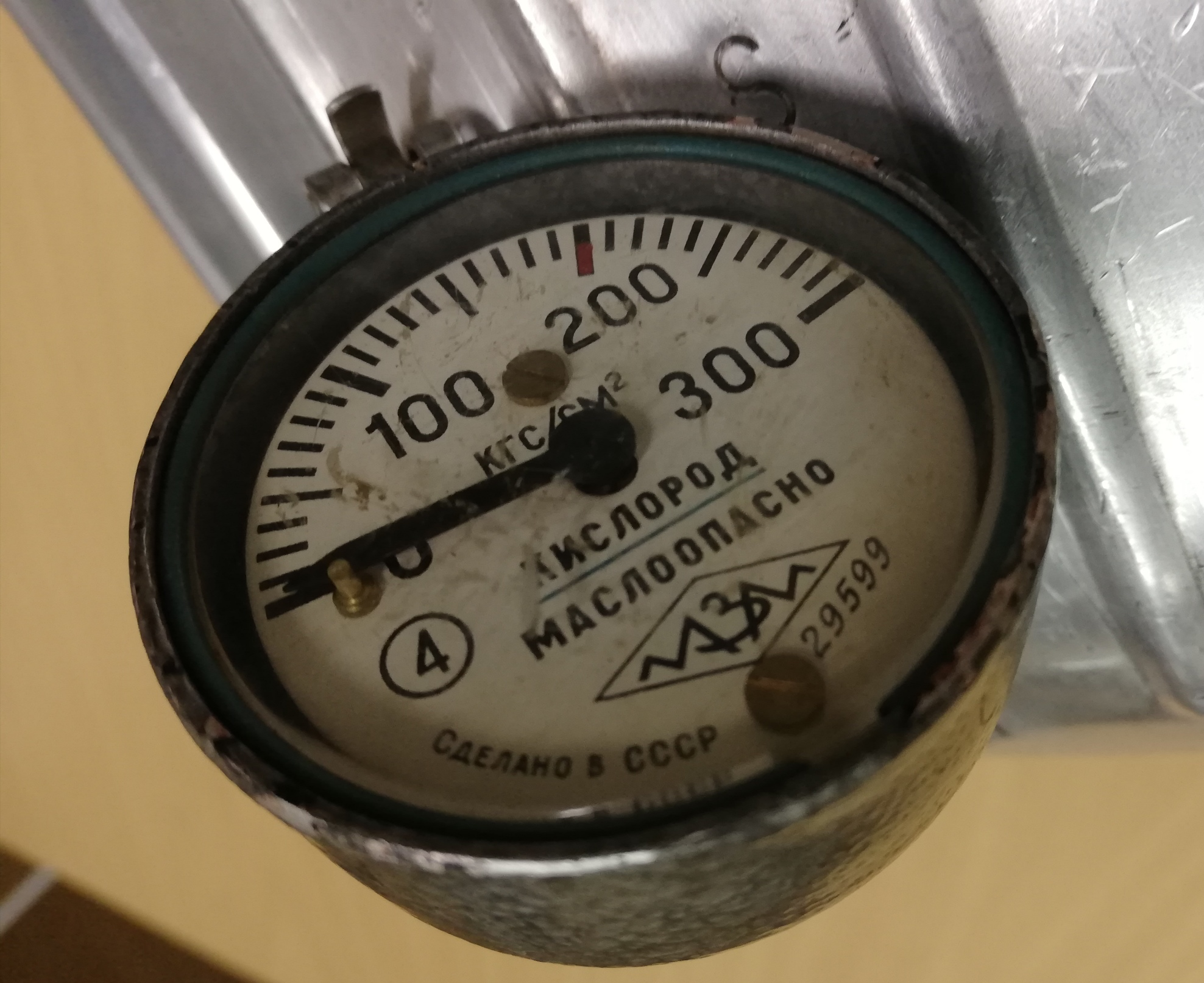
Manometr přístroje SK 4
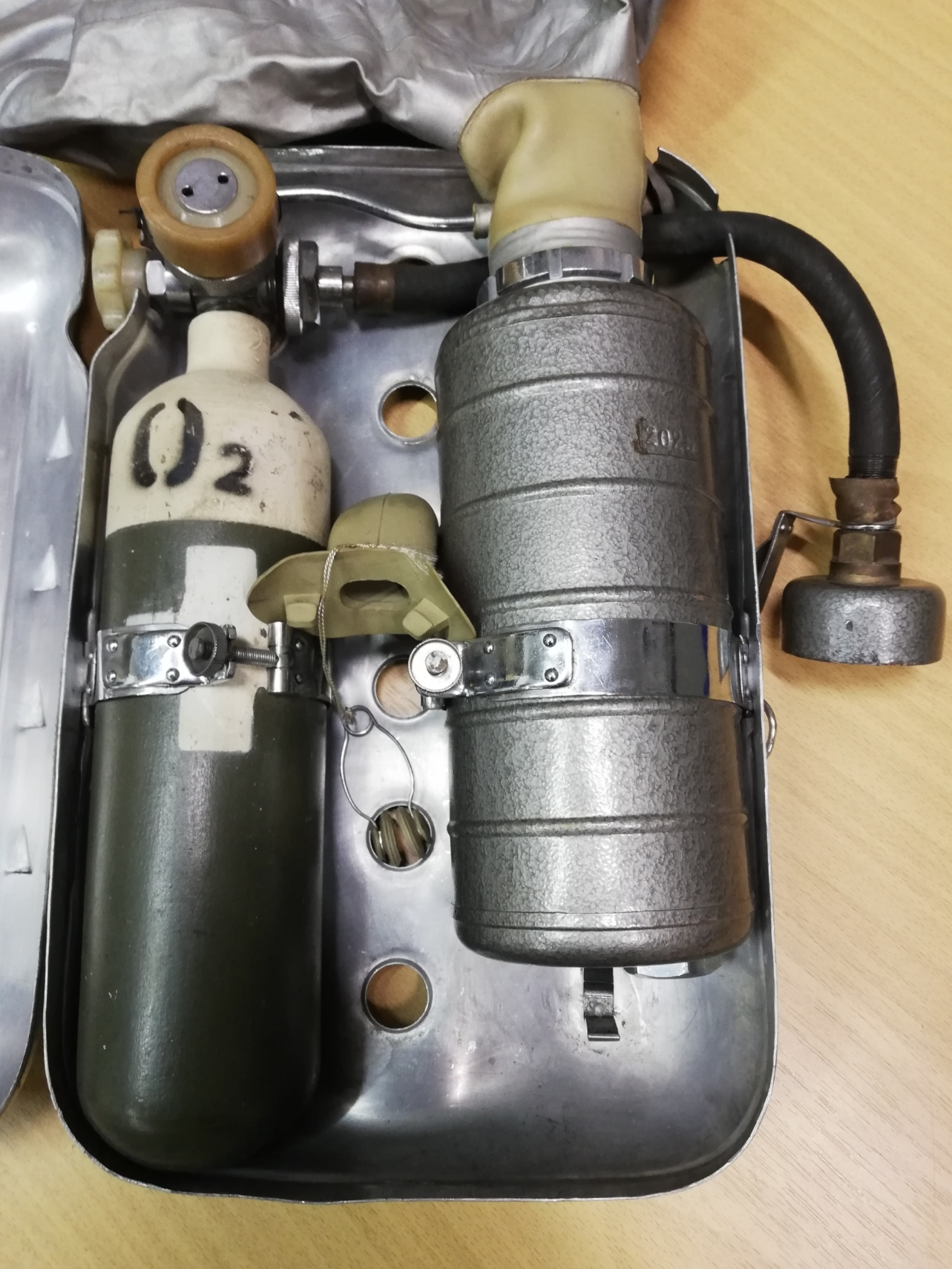
Kyslíková láhev s pohlcovačem
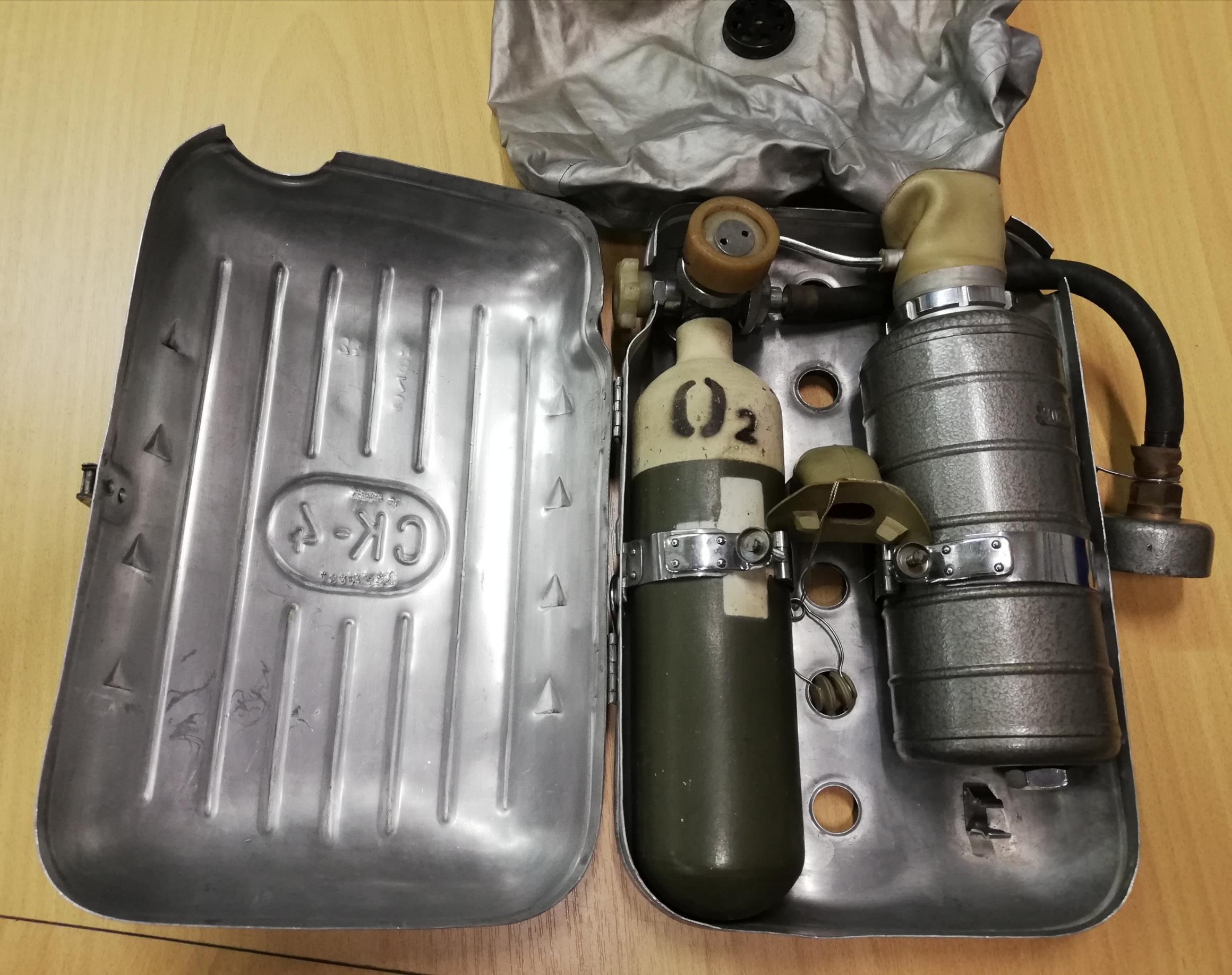
Část přístroje
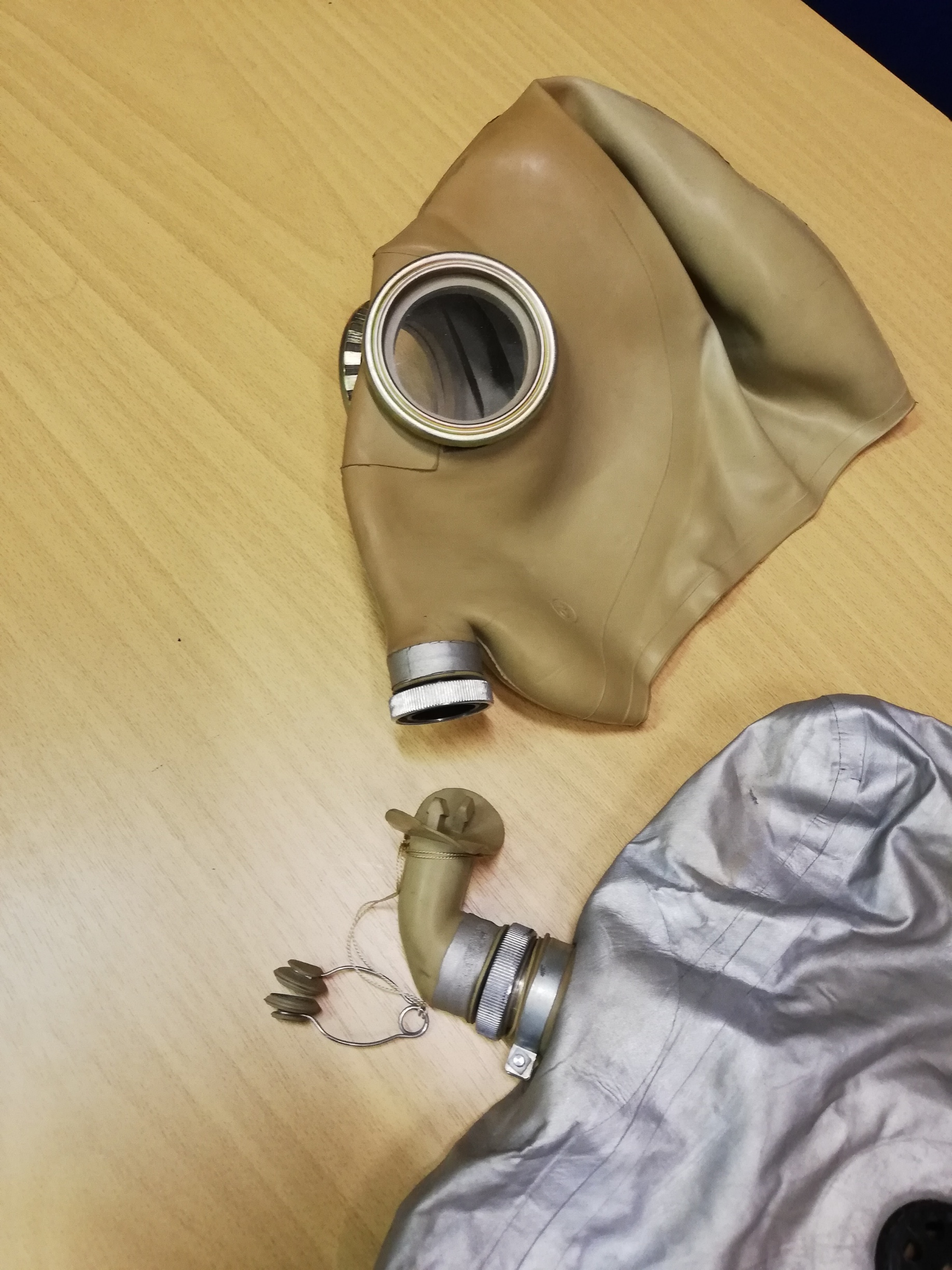
Dýchací maska s ústenkou
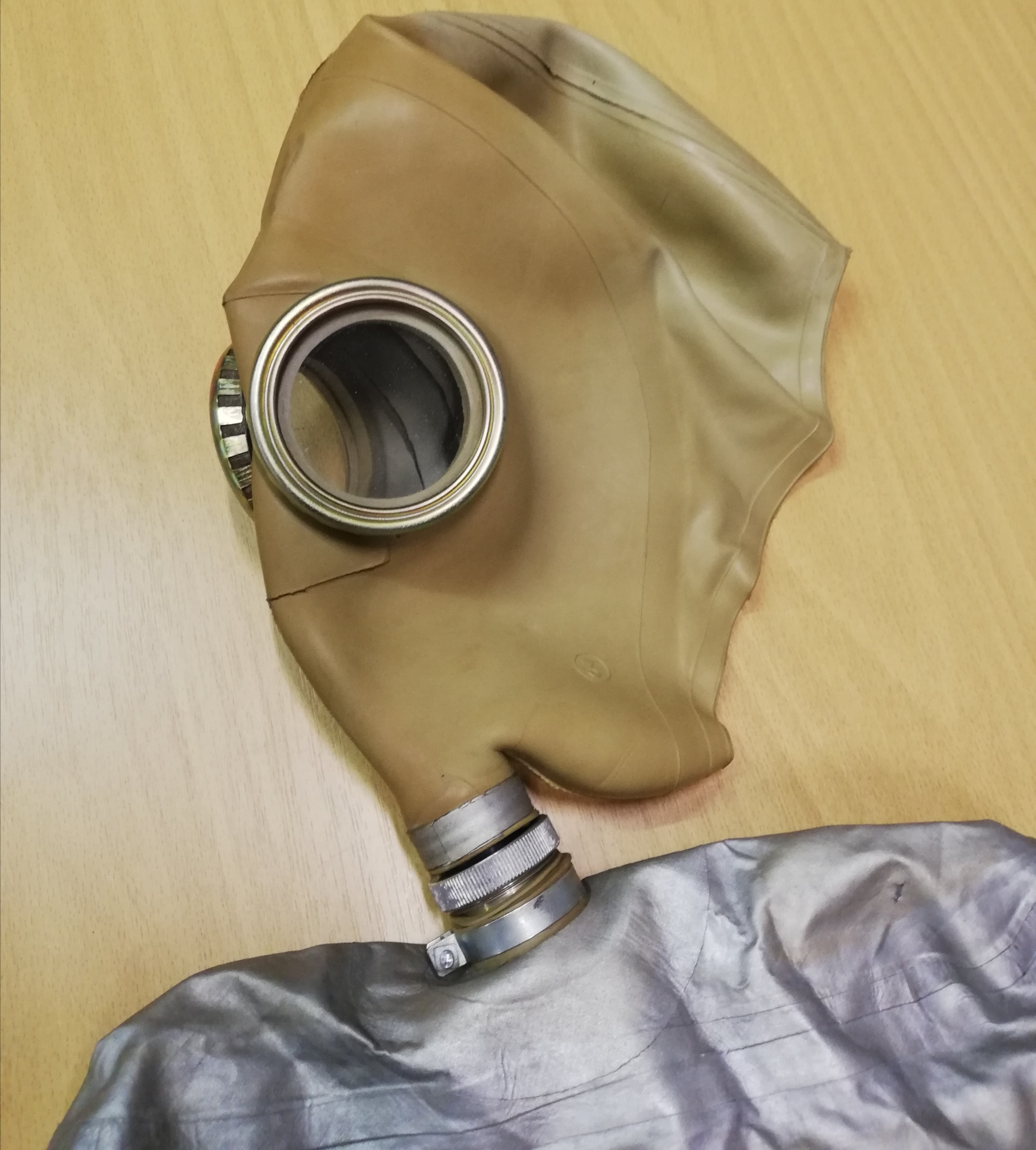
Napojení dýchací masky na dýchací vak
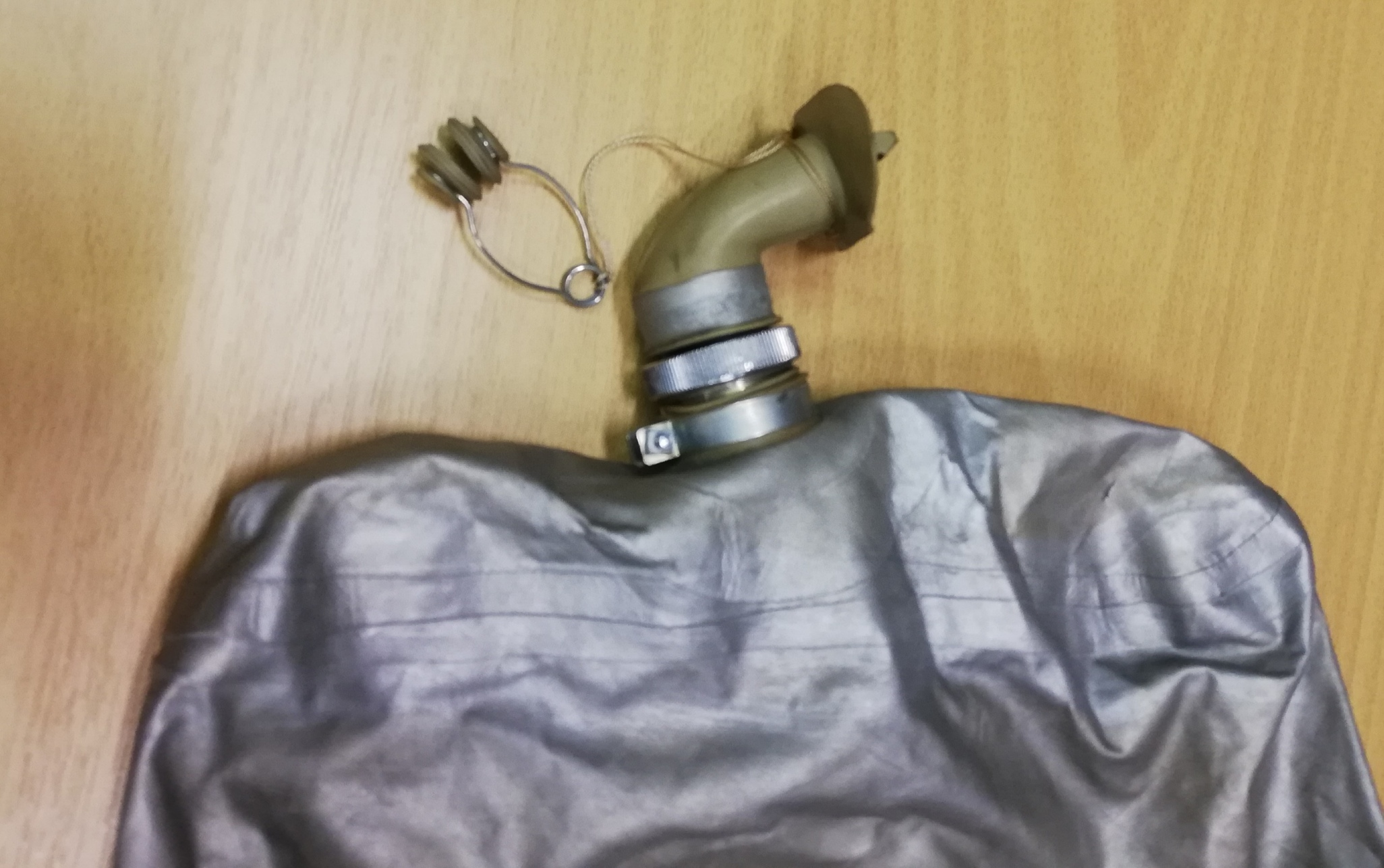
Napojení ústenky na dýchací vak
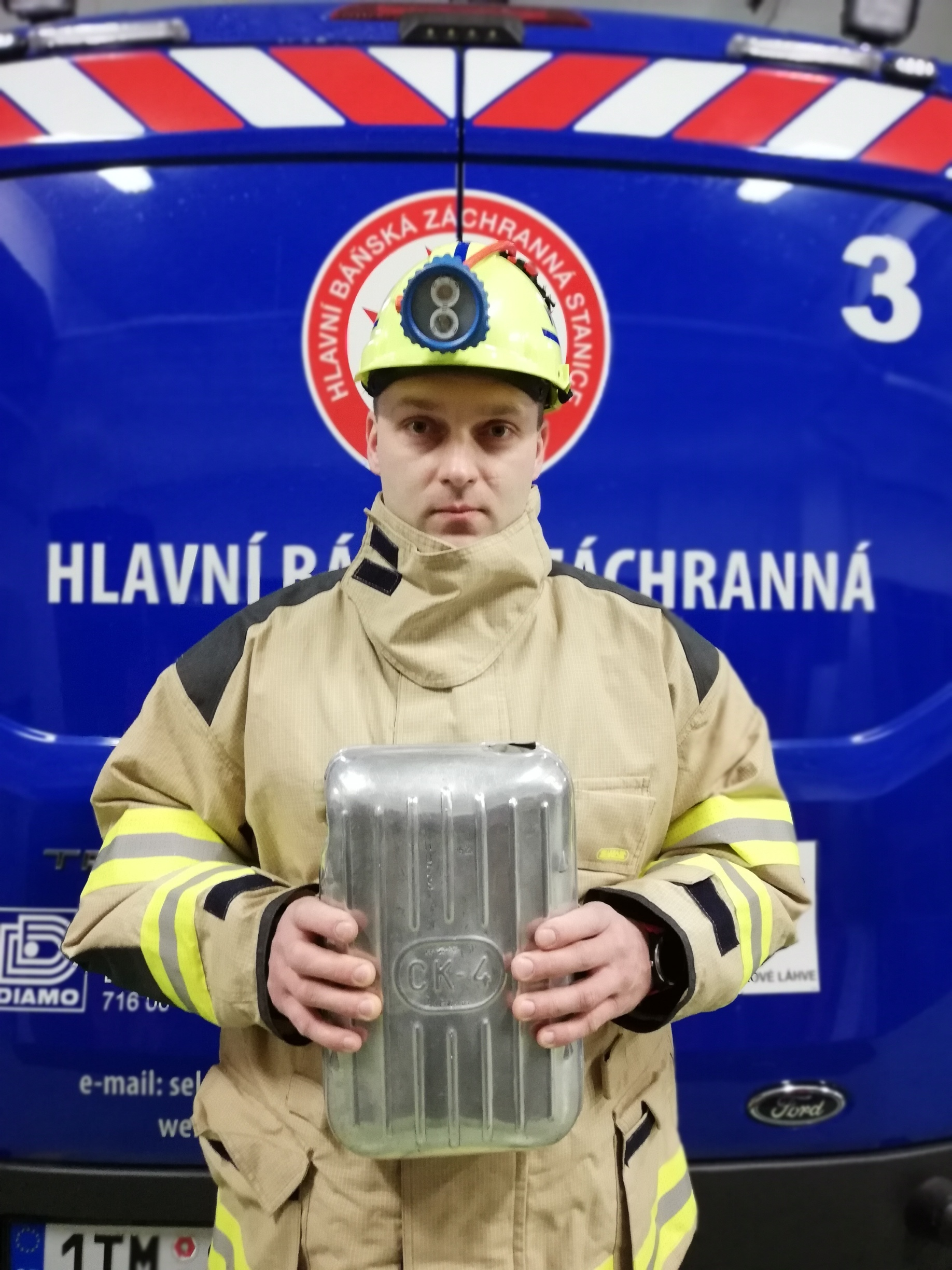
Přístroj SK 4 v pohotovostním stavu.
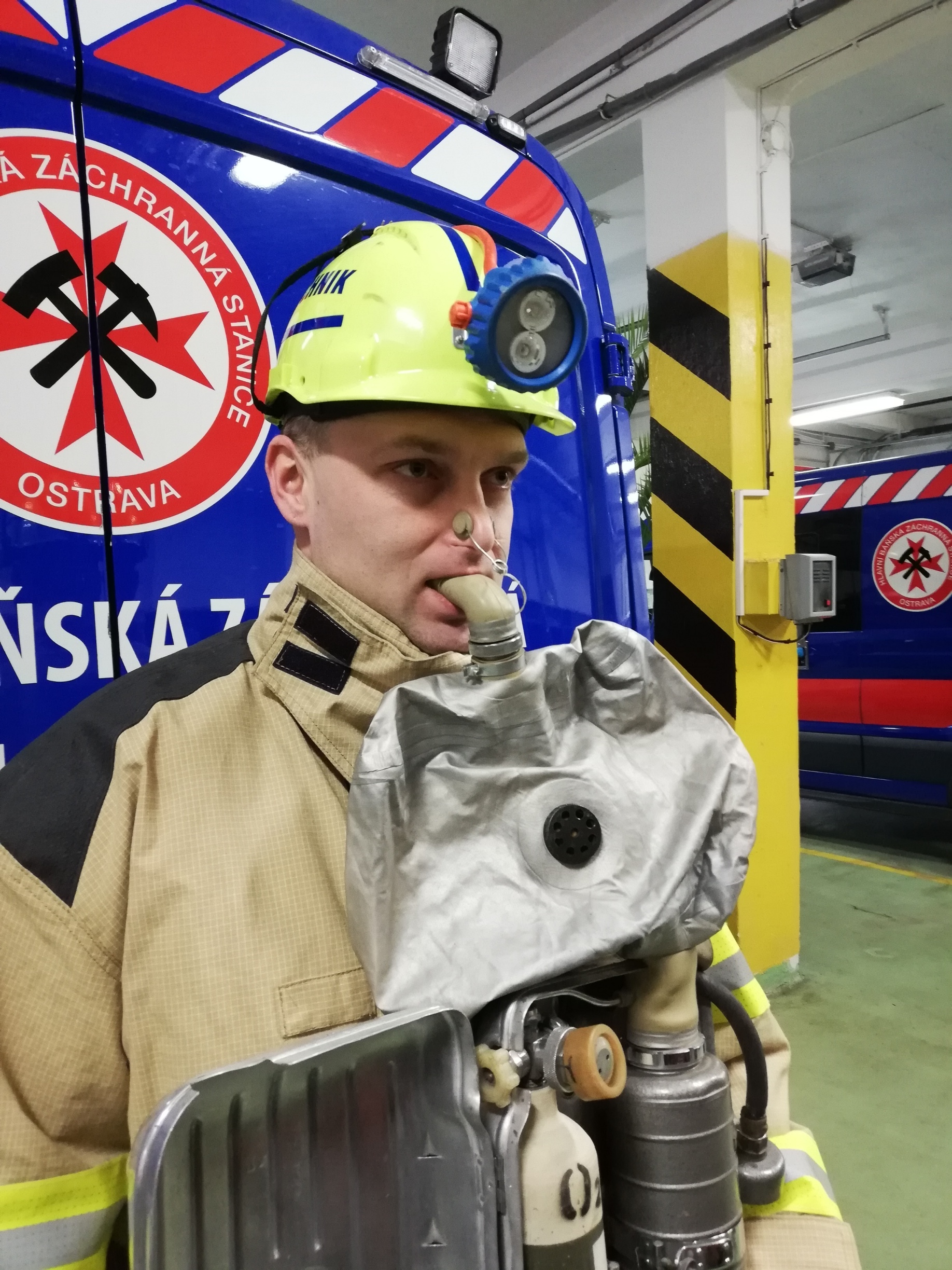
Při dýchání v přístroji bylo víko uzavřené a zajištěné pojistkou.
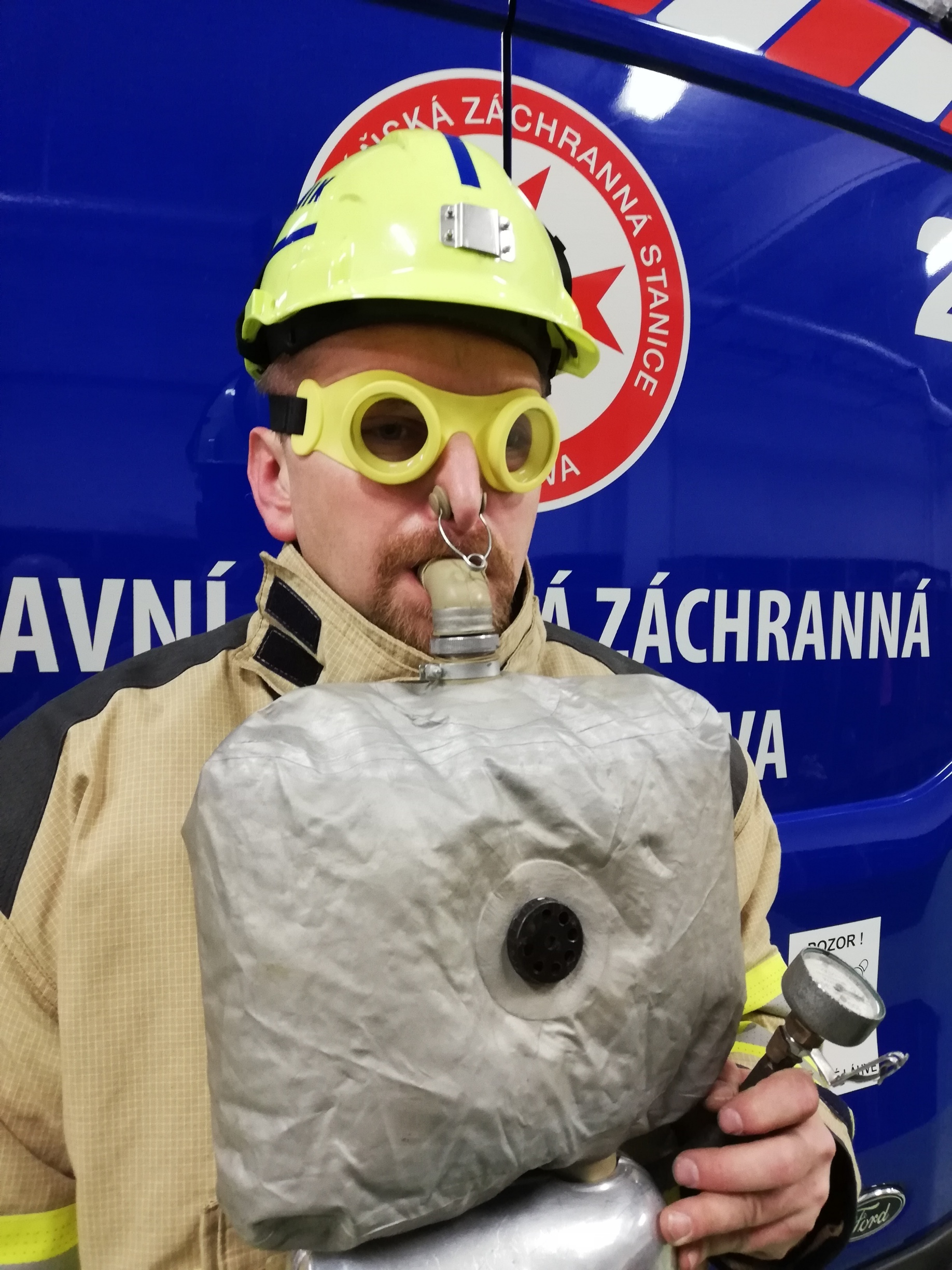
Detail přetlakového ventilu na dýchacím vaku SK 4 (chybí  popruh)
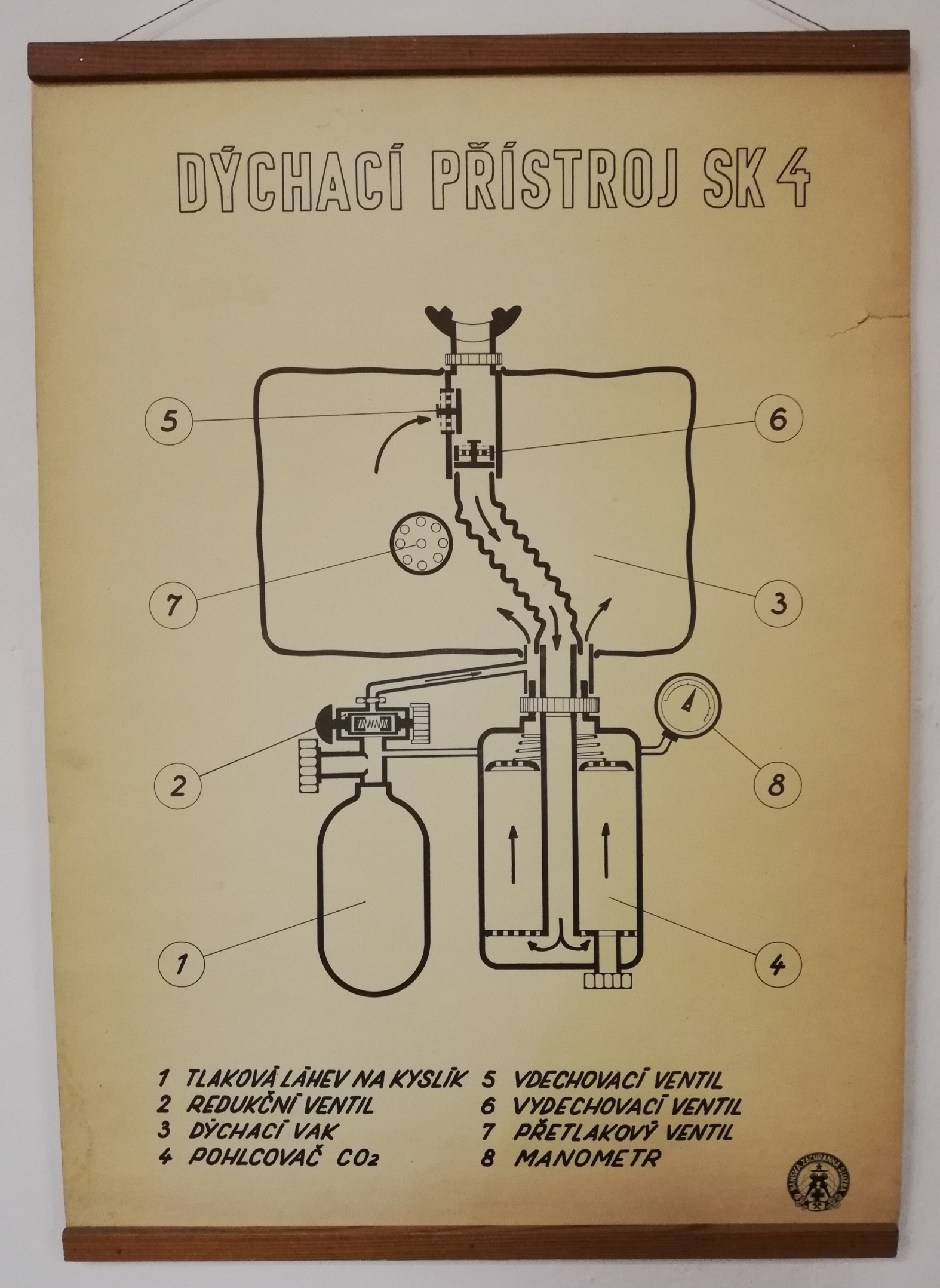
Popis přístroje SK4